# Horní Kalná
Horní Kalná là một làng thuộc huyện Trutnov, vùng Královéhradecký, Cộng hòa Séc.